# San Lucas Tolimán
San Lucas Tolimán («San Lucas»: en honor a su santo patrono Lucas el Evangelista; «Tolimán»: del idioma náhuatl) es un municipio del departamento de Sololá de la región sur-occidente de la República de Guatemala, localizado a orillas del Lago de Atitlán y en las faldas del Volcán Tolimán.
Durante la época colonial formó parte del corregimiento de Tecpán Atitlán, y luego de la alcaldía mayor del departamento de Sololá en 1730. Estuvo adscrito desde 1540 hasta 1754 a la «Provincia del Santísimo Nombre de Jesús» de los frailes franciscanos, y pertenecía al curato con sede en Santiago Atitlán.
Tras la Independencia de Centroamérica en 1821, estuvo en el extenso departamento de Sololá/Huehuetenango, y en 1838 fue parte del efímero Estado de Los Altos hasta que este fue reincorporado al Estado de Guatemala por el general conservador Rafael Carrera en 1840.  Luego del triunfo de la Reforma Liberal de 1871, cuando dicho departamento fue reducido considerablemente por la creación del departamento de Quiché el 12 de agosto de 1872, fue asignado al departamento de Sololá.
Desde 1960 es sede de la Misión de San Lucas Tolimán de la diócesis de New Ulm, Minnesota en los Estados Unidos, la cual desarrolla programas de educación, salud y agricultura. En el siglo xxi, el huracán Stan azotó Guatemala como huracán de categoría I y provocó considerables daños en el municipio.

## Toponimia
Existen muchas versiones del origen del nombre «Tolimán». Uno de los muchos ejemplos es que provendría de la palabra «tul» que es una planta muy propagada en el municipio, y que el nombre lo habría adoptado por el volcán Tolimán que está ubicado a orilla del lago de Atitlán.

### Nombre castellano
El origen del vocablo «tolimán» es en idioma náhuatl, lo que se confirma porque existen muchos lugares que tienen el mismo nombre en México; esto se debe a que parte de las tropas que llegaron bajo el mando del español Pedro de Alvarado durante la conquista de Guatemala en la década de 1520 eran de origen mexicano.  Por otro parte, el municipio lleva el nombre de San Lucas Evangelista, ya que todos los poblados fundados por los españoles llevaron el nombre del santo del día en que fueron establecidos.

### Nombre k'akch'ikel
En k'akch'ikel, «tolimán» que quiere decir «Lugar donde se cosecha Tul».  Por otra parte, la palabra «tolomán» proviene de las raíces «Tol» que quiere decir «tolteca» y «mam» que quiere decir «gobernar», y significa «Jefe de los Toltecas».

## Demografía
El municipio tiene una población aproximada de 25,650 habitantes según el estudio realizado por la Universidad de San Carlos en 2006, con una densidad de 221 personas por km². Existe una porcentaje mayor de población kakchiquel que de raza ladina. Hay un total de 12,818 habitantes del sexo masculino y un total de 12,832 habitantes del sexo femenino.

## Geografía física

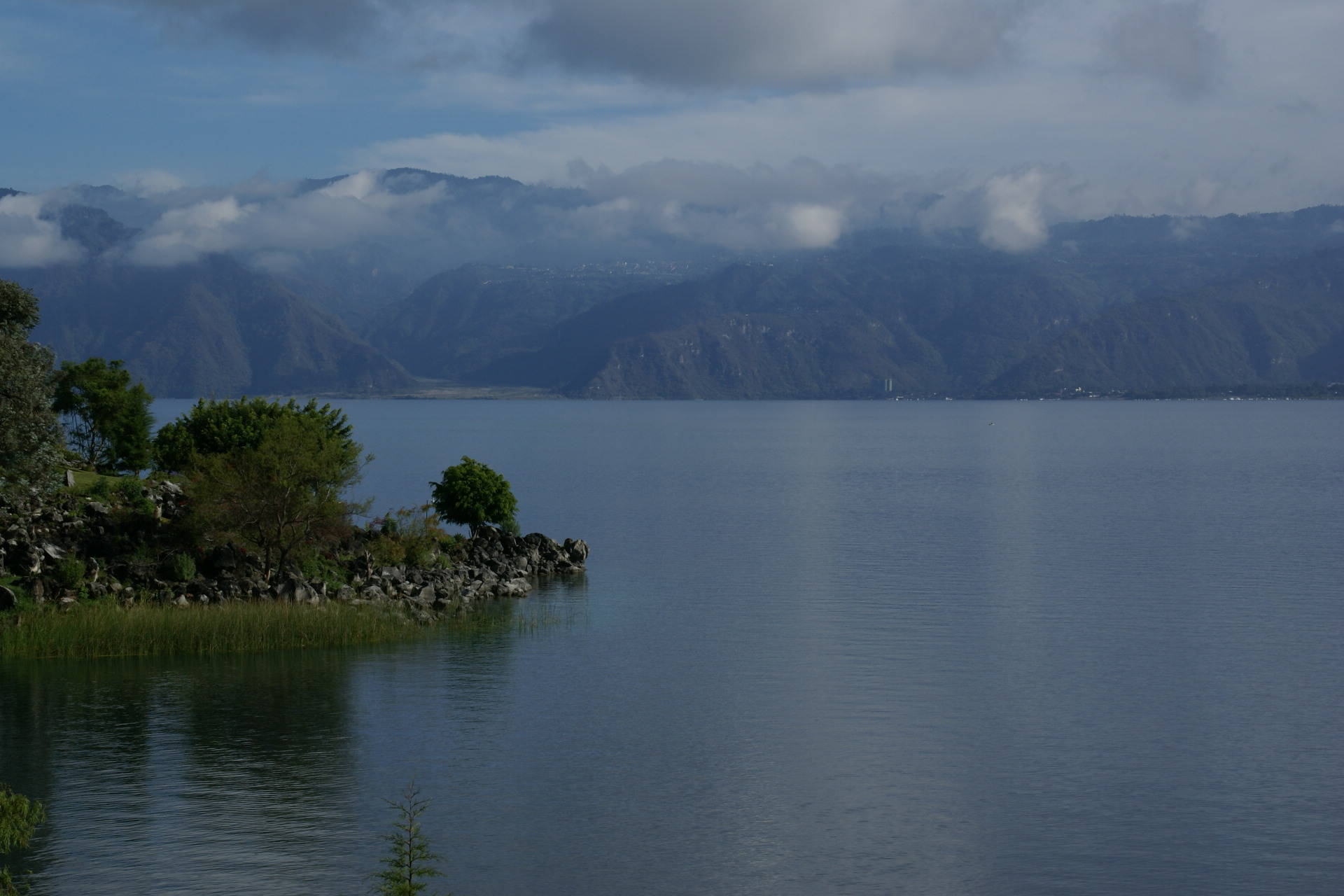
Vista de Panajachel y del Lago de Atitlán desde San Lucas Tolimán, destinos turísticos en Guatemala.

### Extensión territorial
El municipio de San Lucas Tolimán tiene una extensión territorial de 116 km².
| Categoría           | Listado en 1985              | Listado en 1994                                                                                |
| ------------------- | ---------------------------- | ---------------------------------------------------------------------------------------------- |
| Cabecera municipal  | San Lucas Tolimán            | San Lucas Tolimán                                                                              |
| Aldeas              | Pachitulul, Panimaquip       | Panimaquip                                                                                     |
| Caseríos            | Tzlamabaj                    | - Pachojilá - Pachitulul - Pacoc - La Puerta - San Martín - Tierra Santa - Totolyá - Pampojilá |
| Microparcelamientos | Pampojilá, Patzibir y Chanán | N/A                                                                                            |
| Colonias            | N/A                          | El Mirador y La Nueva Esperanza                                                                |

### Clima
La cabecera de San Lucas Tolimán tiene clima tropical (Clasificación de Köppen: Aw).
| Parámetros climáticos promedio de San Lucas Tolimán | Parámetros climáticos promedio de San Lucas Tolimán | Parámetros climáticos promedio de San Lucas Tolimán | Parámetros climáticos promedio de San Lucas Tolimán | Parámetros climáticos promedio de San Lucas Tolimán | Parámetros climáticos promedio de San Lucas Tolimán | Parámetros climáticos promedio de San Lucas Tolimán | Parámetros climáticos promedio de San Lucas Tolimán | Parámetros climáticos promedio de San Lucas Tolimán | Parámetros climáticos promedio de San Lucas Tolimán | Parámetros climáticos promedio de San Lucas Tolimán | Parámetros climáticos promedio de San Lucas Tolimán | Parámetros climáticos promedio de San Lucas Tolimán | Parámetros climáticos promedio de San Lucas Tolimán |
| Mes                                                 | Ene.                                                | Feb.                                                | Mar.                                                | Abr.                                                | May.                                                | Jun.                                                | Jul.                                                | Ago.                                                | Sep.                                                | Oct.                                                | Nov.                                                | Dic.                                                | Anual                                               |
| --------------------------------------------------- | --------------------------------------------------- | --------------------------------------------------- | --------------------------------------------------- | --------------------------------------------------- | --------------------------------------------------- | --------------------------------------------------- | --------------------------------------------------- | --------------------------------------------------- | --------------------------------------------------- | --------------------------------------------------- | --------------------------------------------------- | --------------------------------------------------- | --------------------------------------------------- |
| Temp. máx. media (°C)                               | 25.5                                                | 25.4                                                | 26.3                                                | 25.7                                                | 25.3                                                | 23.3                                                | 24.4                                                | 24.3                                                | 23.7                                                | 24.0                                                | 24.9                                                | 24.9                                                | 24.8                                                |
| Temp. media (°C)                                    | 18.8                                                | 18.6                                                | 19.5                                                | 19.6                                                | 19.6                                                | 18.9                                                | 19.3                                                | 19.0                                                | 18.7                                                | 18.8                                                | 18.8                                                | 18.3                                                | 19                                                  |
| Temp. mín. media (°C)                               | 12.2                                                | 11.9                                                | 12.8                                                | 13.5                                                | 14.0                                                | 14.5                                                | 14.2                                                | 13.8                                                | 13.8                                                | 13.6                                                | 12.8                                                | 11.8                                                | 13.2                                                |
| Precipitación total (mm)                            | 3                                                   | 18                                                  | 16                                                  | 51                                                  | 144                                                 | 387                                                 | 209                                                 | 220                                                 | 388                                                 | 214                                                 | 44                                                  | 10                                                  | 1704                                                |
| Fuente: Climate-Data.org                            |                                                     |                                                     |                                                     |                                                     |                                                     |                                                     |                                                     |                                                     |                                                     |                                                     |                                                     |                                                     |                                                     |

### Ubicación geográfica
San Lucas Tolimán se encuentra en el departamento de Sololá, a una distancia de 42 km al sur de la cabecera departamental, Sololá.  Sus colindancias son:
- Norte: San Antonio Palopó y el lago de Atitlán, en el departamento de Sololá
- Este: Pochuta y Patzún, municipios del departamento de Chimaltenango
- Oeste: Santiago Atitlán, del departamento de Sololá
- Sur: Patulul, municipio del departamento de Suchitepéquez[13]

|                         | Norte: San Antonio Palopó lago de Atitlán |                      |
| Oeste: Santiago Atitlán |                                           | Este: Pochuta Patzún |
|                         | Sur: Patulul                              |                      |

## Gobierno municipal
Los municipios se encuentran regulados en diversas leyes de la República, que establecen su forma de organización, lo relativo a la conformación de sus órganos administrativos y los tributos destinados para los mismos.  Aunque se trata de entidades autónomas, se encuentran sujetas a la legislación nacional. Las principales leyes que rigen a los municipios en Guatemala desde 1985 son:
| N.º | Ley                                                | Descripción |
| --- | -------------------------------------------------- | --- |
| 1   | Constitución Política de la República de Guatemala | Tiene una regulación legal específica para los municipios en los artículos 253 al 262. |
| 2   | Ley Electoral y de Partidos Políticos              | Ley de carácter constitucional aplicable a los municipios en el tema de la conformación de sus autoridades electas. |
| 3   | Código Municipal                                   | Decreto 12-2002 del Congreso de la República de Guatemala. Tiene la categoría de ley ordinaria y contiene preceptos generales aplicables a todos los municipios, e inclusive contiene legislación referente a la creación de los municipios.             |
| 4   | Ley de Servicio Municipal                          | Decreto 1-87 del Congreso de la República de Guatemala. Regula las relaciones entra la municipalidad y los servidores públicos en materia laboral. Tiene su base constitucional en el artículo 262 de la constitución que ordena la emisión de la misma. |
| 5   | Ley General de Descentralización                   | Decreto 14-2002 del Congreso de la República de Guatemala. Regula el deber constitucional del Estado, y por ende del municipio, de promover y aplicar la descentralización y desconcentración económica y administrativa.                                |

El gobierno de los municipios de Guatemala está a cargo de un Concejo Municipal mientras que el código municipal —que tiene carácter de ley ordinaria y contiene disposiciones que se aplican a todos los municipios de Guatemala— establece que «el concejo municipal es el órgano colegiado superior de deliberación y de decisión de los asuntos municipales […] y tiene su sede en la circunscripción de la cabecera municipal». Por último, el artículo 33 del mencionado código establece que «[le] corresponde con exclusividad al concejo municipal el ejercicio del gobierno del municipio».
El concejo municipal se integra con el alcalde, los síndicos y concejales, electos directamente por sufragio universal y secreto para un período de cuatro años, pudiendo ser reelectos.
Existen también las Alcaldías Auxiliares, los Comités Comunitarios de Desarrollo (COCODE), el Comité Municipal del Desarrollo (COMUDE), las asociaciones culturales y las comisiones de trabajo. Los alcaldes auxiliares son elegidos por las comunidades de acuerdo a sus principios, valores, procedimientos y tradiciones, estos se reúnen con el alcalde municipal el primer domingo de cada mes. Los Comités Comunitarios de Desarrollo y el Consejo Municipal de Desarrollo tiene como función organizar y facilitar la participación de las comunidades priorizando necesidades y problemas.
Los alcaldes que ha habido en el municipio son:
| Período   | Nombre             | Breve descripción. |
| --------- | ------------------ | --- |
| 2008-2016 | Oscar Pic Solís    | El 13 de octubre de 2015, el juzgado de Primera Instancia Penal en Santiago Atitlán giró orden de captura contra el aún alcalde de San Lucas Tolimán, Oscar Pic Solís, por los delitos de abuso de autoridad, caso especial de estafa e incumplimiento de deberes; también fueron giradas órdenes de captura contra el secretario municipal, Gaspar Cholotió Hernández y el tesorero, Alberto Cumes Cali. Pic Solis había sido alcalde desde 2007, cuando fue elegido por la Unidad Nacional de la Esperanza, pero no fue reelecto en 2015, quedando en cuarto lugar. |
| 2016-2020 | Moisés Miza Castro | |

## Historia
Los primeros pobladores que habitaron el municipio fueron de raza kakchiquel y llegaron en el siglo XVI alrededor del año 1540 cuando fue fundado.
La información más antigua que se tiene del poblado que es ahora la cabecera municipal, fue la escribió el primer alcalde Juan de Estrada en 1579, cuarenta años después de la Conquista de Guatemala.

### Época colonial
En la época colonial formó parte del corregimiento de Tecpán Atitlán, y cuando dicho corregimiento se convirtió en la alcaldía mayor del departamento de Sololá en 1730, San Lucas Tolimán formó parte de dicha alcaldía, como se encontró en documentos de 1749. Estuvo adscrito desde 1540 hasta 1754 a la «Provincia del Santísimo Nombre de Jesús» de los frailes franciscanos en Guatemala, y pertenecía al curato con sede en Santiago Atitlán.  Se tiene otra referencias procedente de 1586, por el fraile franciscano Alonso Ponce quien lo menciona como un "pueblecito" de visita.
Diariamente, tanto en Santiago Atitlán como en los pueblos de visita de las doctrinas —como San Lucas Tolimán—, se impartía doctrina a las niñas a partir de los seis años de edad a las dos de la tarde y, al ocaso, a los niños de la misma edad para que durante dos horas recibieran la instrucción cristiana.  La enseñanza consistía en recitar toda la doctrina y oraciones y hacer ejercicios con las preguntas del catecismo y estaba a cargo del doctrinero y de dos indios ancianos, llamados fiscales, en caso el doctrinero no pudiera asistir.  A los adultos se les atendía los domingos y días festivos, luego de la misa; se cerraban las puertas de la iglesia, y se rezaban todas las oraciones de la doctrina cristiana en idioma de la localidad, con todo el pueblo, hombres y mujeres.  La Cuaresma era una época en que se preparaba a los indígenas a la confesión y comunión anual obligatorias, predicándoles en idioma materno. Todos los domingos de Cuaresma se les predicaba en idioma materno, disponiéndoles a la confesión.
En 1754 los franciscanos tuvieron que entregar sus doctrinas al clero secular y en 1770, cuando el arzobispo Pedro Cortés y Larraz llegó al país y recorrió su diócesis, describió a la localidad como la «parroquia de San Francisco Panajachel».

### Tras la Independencia de Centroamérica
Tras la Independencia de Centroamérica según el Decreto del 11 de octubre de 1825 del Estado de Guatemala, el poblado fue asignado al Circuito de Atitlán, en el Distrito N.º 11 {Suchitepéquez) para la impartición de justicia; junto a Tolimán estaban en ese distrito Atitlán, San Marcos, San Pedro La Laguna, Santa Clara, la Visitación, San Pablo, San Miguelito, San Juan de los Leprosos y Santa Bárbara de La Costilla y La Grande.

### El efímero Estado de Los Altos
A partir del 3 de abril de 1838, San Lucas Tolimán fue parte de la región que formó el efímero Estado de Los Altos y que forzó a que el Estado de Guatemala se reorganizara en siete departamentos y dos distritos independientes el 12 de septiembre de 1839:
- Departamentos: Chimaltenango, Chiquimula, Escuintla, Guatemala, Mita, Sacatepéquez, y Verapaz
- Distritos: Izabal y Petén[5]

La región occidental de la actual Guatemala había mostrado intenciones de obtener mayor autonomía con respecto a las autoridades de la ciudad de Guatemala desde la época colonial, pues los criollos de la localidad consideraban que los criollos capitalinos que tenían el monopolio comercial con España no les daban un trato justo.  Pero este intento de secesión fue aplastado por el general Rafael Carrera, quien reintegró al Estado de Los Altos al Estado de Guatemala en 1840.

### Fundación del municipio
El poblado fue categorizado como municipio el 2 de septiembre de 1877, durante el gobierno liberal del general Justo Rufino Barrios.

### Tras la Reforma Liberal de 1871
Luego de la Reforma Liberal de 1871, el presidente de facto provisiorio Miguel García Granados dispuso crear el departamento de Quiché para mejorar la administración territorial de la República dada la enorme extensión del territorio de Totonicapán y de Sololá. De esta cuenta, el 12 de agosto de 1872 el departamento de Sololá perdió sus distritos de la Sierra y de Quiché y se vio reducido únicamente a los poblados de Tolimán, villa de Sololá, San José Chacallá, Panajachel, Concepción, San Jorge, San Andrés Semetabaj, Santa Lucía Utatlán, Santa Cruz, Santa Bárbara, San Juan de los Leprosos, Visitación, San Pedro, San Juan, San Pablo, San Marcos, Santa Clara, Atitlán, San Antonio Palopó, Santa Catarina Palopó y Patulul.

### Demarcación política de Guatemala de 1902
En 1902, el gobierno del licenciado Manuel Estrada Cabrera publicó la Demarcación Política de la República, y en ella se describe a San Lucas Tolimán así: «su cabecera es el pueblo del mismo nombre, a 36 km de Sololá, ocupa un área de 66 y media caballerías.  En unos puntos el clima es frío, en oros templado y en otros caliente.  Las producciones agrícolas principales son: café, caña de azúcar, maíz y frijol.  La industria principal consisste en tejidos de algodón y lana. Sus límites son: al Norte, el de San Antonio Palopó; al Sur, el de Patulul; al Oreiente, el de Patzum; y al Occidente, el de Atitlán».

### Misión de San Lucas Tolimán en 1960
En la década de 1960, se fundó en el municipio la Misión de San Lucas Tolimán, regida por la diócesis de New Ulm, Minnesota en los Estados Unidos que es sufragante de la diócesis de Minneapolis en el mismo estado.  La diócesis ha sido responsable de iniciar programas de educación, salud y agricultura, incluyendo parcelas de tres hectáreas de tierra que se entregaron a cada una de cuatro mil familias, el establecimiento de una clínica médica y el inicio de un plan de café a precio justo.

### sigloXXI: tormenta Stan
El huracán Stan, azotó Guatemala como huracán de categoría I en los primeros días de octubre de 2005 y causó daños y pérdidas al país por unos mil millones de dólares, según un estudio de la Comisión Económica para América Latina y el Caribe (CEPAL). De acuerdo al informe, el huracán afectó directamente a catorce de los veintidós departamentos de Guatemala; además, provocó seiscientos setenta muertos, ochocientos cincuenta desaparecidos y tres millones y medio de damnificados.
Las lluvias continuas pusieron al descubierto el desastre medioambiental de Guatemala: las deforestadas montañas no soportaron los bolsones agua y humedad que en esos días se formaron provocando derrumbes y deslaves. La mayoría de los ríos que brotan en las depredadas montañas de la bocacosta, con sus cuencas casi sin vegetación y la pérdida de profundidad en sus causes, provocó que se desbordaran e inundaran amplias regiones cultivadas y decenas de comunidades rurales y cabeceras municipales en la franja costera del país. En la altiplanicie central y occidental, capas y pliegues de cerros y volcanes se derrumbaron destruyendo cientos de viviendas y la tragedia humana. De la parte alta de la cuenca del lago de Atitlán, los deslaves fueron continuos, arrastrando lodo, piedras, rocas y arena. El lago, que normalmente recibe las aguas negras de doce cabeceras municipales, fue inundado con un gran volumen de desechos que flotaron durante varios días.